# Програма за високочестотни активни изследвания на полярното сияние
Програмата за високочестотни активни изследвания на полярното сияние, по-популярна като HAARP (на кирилица: ХААРП; от англ. High Frequency Active Auroral Research Program), е американска научноизследователска програма, занимаваща се с йоносферата. Програмата се финансира съвместно от американските военновъздушни и военноморски сили, университета в Аляска и американската Държавна агенция за отбранителни научноизследователски проекти.
Програмата оперира в голяма арктическа научна база в Гакона, Аляска, построена на територия, собственост на военновъздушните сили на САЩ. Най-известният инструмент, използван в станцията на ХААРП, представлява мощен радиочестотен предавател, работещ в диапазона на високите честоти (HF), който се използва за временно възбуждане на ограничена зона от йоносферата с цел да се изследват възможностите за използване на йоносферата с оглед подобряване на комуникациите и наблюдението.. Мощността на излъчване на съоръжението, построено от BAE Advanced Technologies (BAEAT) през 1993 г., е около 4 MW.
С други инструменти, като високочестотни и свръхвисокочестотни радари, различни магнитометри и сонди се изследват физичните процеси, протичащи във възбудената зона.
Работата в изследователската станция на ХААРП започва през 1993 г. Конструирането на сега функциониращият предавател приключва през 2007 г., като основен изпълнител на договора е BAE Systems Inc. Стойността на ХААРП към 2008 г. е $250 милиона за конструирането на съоръжението и оперативни разходи. През май 2014 е обявено, че програмата ще бъде прекратена до края на годината. Собствеността на съоръженията и оборудването е прехвърлена на Университета на Аляска във Феърбанкс (University of Alaska Fairbanks) през август 2015 г.
Теоретиците на конспирацията обвиняват ХААРП в причинна връзка с редица събития, в това число многобройни природни бедствия като урагани и земетресения. Различни учени коментират, че програмата е привлекателна за конспиративни теории, защото „целите ѝ изглеждат дълбоко мистериозни за тези, които не са информирани“.